# Baihequan
Baihequan (chinesisch 白鶴拳 / 白鹤拳, Pinyin báihèquán, jap. hakutsuru-ken) bezeichnet den Weißen-Kranich-Stil bzw. die Weiße-Kranich-Faust in den chinesischen Kampfkünsten. 
Baihequan entspringt dem südchinesischen Shaolinboxen und bildet eine von fünf Grundlagen der chinesischen Kampfkünste (fünf Tiersysteme der Shaolin (Wu Xing Xi): Drache, Schlange, Tiger, Leopard und Kranich). In Südchina wurde das weiße Kranichboxen (Pe̍h-ho̍h-kûn) geübt. Bei allen Kranichstilen werden die Sehnen, besonders die in den Händen und Unterarmen, bis weit in die meditative Schmerzgrenze trainiert und beansprucht. Der Kranichstil ist dem Element Wasser zugeordnet. Alle Kranichstile sind von schnellen Bewegungen geprägt, in denen sich harte und weiche Bewegungen ergänzen.
Die Kata des Karate-Stils Gōjū-Ryū sollen zumindest teilweise vom Baihequan abstammen. Baihequan wird im Buch Bubishi behandelt.